# Willa Ottona Lindnera w Szczecinie
Willa Lindnera – zabytkowa willa znajdująca się przy alei Wojska Polskiego 211 w Szczecinie.
Budynek, zaprojektowany przez szczecińskiego architekta Pawela, został wzniesiony w 1925 roku dla kupca Ottona Lindnera, posiadającego w mieście hurtownię i sklep z obuwiem. Rok później w willi zamieszkał syn Lindnera, Fritz, wraz z rodziną i kierowcą. W 1935 roku dom nabył hurtownik czekolady Erich Kilian, który mieszkał w nim do końca II wojny światowej.
Budynek został wzniesiony w stylu modernizmu o uproszczonych formach, z elementami baroku i klasycyzmu. Zbudowano go na planie krótkiego prostokąta. Posesję oddziela od ulicy drewniany parkan o betonowych słupkach. Od frontu willę przesłania bujna zieleń, na jej tyłach znajduje się natomiast ogród. W elewacji frontowej, od strony ulicy, znajduje się półkolisty ryzalit z wejściem, do którego prowadzą niewielkie schody. Nad wejściem, na poziomie pierwszego piętra, znajdują się trzy okna. Z tyłu budynku, na obydwu bokach elewacji, znajdują się dwa półkoliste ryzality z trzema oknami, stanowiące podporę dla mieszczących się u góry tarasów ogrodzonych tralkowaną balustradą. Wewnątrz willi zachowało się w dużej mierze oryginalne wyposażenie, nawiązujące do stylu art déco: drewniana boazeria na ścianach, faseta, obudowy grzejników, kamienny kominek i fontanna w holu, zdobione drzwi i szafy oraz prowadzące na piętro okazałe schody z balustradą.
Po 1945 roku willa pełniła funkcję reprezentacyjnego budynku Urzędu Wojewódzkiego, w latach 1956-1964 siedziba Konsulatu Finlandii. W latach 70. na elewacji tylnej dobudowano przeszklony pawilon, który częściowo popsuł oryginalne walory estetyczne willi. W 1981 roku budynek przekazano na potrzeby Przedszkola Publicznego nr 2.